# Nemoura carpathica
Nemoura carpathica är en bäcksländeart som beskrevs av Joachim Illies 1963. Nemoura carpathica ingår i släktet Nemoura och familjen kryssbäcksländor. Inga underarter finns listade i Catalogue of Life.